# Polizeiruf 110: Gespenster
Gespenster ist ein deutscher Kriminalfilm von Klaus Emmerich aus dem Jahr 1994. Der Fernsehfilm erschien als 162. Folge der Filmreihe Polizeiruf 110.

## Handlung
Die studierte Psychologin Dr. Antonia Reiser wird in Nürnberg als neue Polizeipsychologin eingestellt. Sie hat Probleme, sich mit ihrer Arbeit im Polizeidienst zu identifizieren, weigert sich, eine Waffe abzufeuern, und lässt die 14-jährige heroinabhängige Jola, die auf dem Babystrich anschaffen geht, bei sich wohnen, was sie ihren neuen Job kosten könnte. Als Psychologin soll sie vor allem die Polizisten in Nürnberg für ihre Arbeit motivieren, häufen sich doch brutale Fälle wie Menschenverbrennungen, die von den Tätern sogar mitgefilmt werden.
Antonia Reiser wird mit dem Fall Dr. Schwager betraut. Er fühlt sich bedroht, doch konnten die Ermittler bisher keinerlei Spuren feststellen, die auf Täter hinweisen würden. Dr. Schwager ist ein ehemaliger Richter aus der DDR, der nun seinen Ruhestand unweit von Nürnberg auf dem Land verbringt. Er berichtet von „explodierenden“ Scheiben und Stimmen, die aus den Wänden zu kommen scheinen, und ihn zum Selbstmord durch Erhängen auffordern. Reiser nimmt ihn nicht ernst, zumal er ihr aufgrund seiner „Herrenmenschen“-Art unsympathisch ist. Er verlässt aufgebracht ihr Büro und kündigt an, dass sie ihren Job verlieren werde.
Zwar lässt sich Reisers Vorgesetzter, der Polizeipräsident, vor Schwager verleugnen, doch wendet der sich an höchste Kreise im Justizministerium. Zurück in seinem Haus findet Schwager seinen Hund tot vor, die Fenster sind geöffnet und der Strom ist ausgefallen. Plötzlich beginnt das Haus zu beben, es bilden sich Risse und zahlreiche Dinge gehen zu Bruch. Schwager flüchtet aus dem Haus und verunglückt kurz darauf mit seinem Wagen. Im Krankenhaus wird sein Zustand als lebensbedrohlicher Schock eingestuft, auch wenn er äußerlich kaum verletzt ist. Reiser wird von ihrem Vorgesetzten zur Rede gestellt und will kündigen, doch muss sie an der Aufklärung des Falls mitwirken.
Reiser wird zu Schwagers Haus geschickt, wo sie auf den Mitarbeiter des Verfassungsschutzes Angstflug trifft. Er berichtet ihr, dass Schwager in der DDR im Austauschgeschäft aktiv war: Erst verurteilte er politische Gefangene zu hohen Haftstrafen und änderte das Urteil, um den Freikauf in die BRD zu ermöglichen. Immer wieder kam es dabei jedoch auch zu Selbstmorden durch Erhängen, wenn Gefangene nicht bis zum Freikauf warten wollten. Angstflug hat die Theorie, dass sich eines der damaligen Opfer an Schwager rächen will. Er vermutet, dass die Zerstörungen in Schwagers Haus durch eine Weiterentwicklung der Todesposaune von Marseille verursacht wurden, bei der Schallwellen und bestimmte Frequenzen Zerstörungen anrichten und Menschen um den Verstand bringen können. Mit Reiser sucht er am möglichen Standpunkt der Maschine nach Spuren, findet welche, doch werden sie kurz darauf bei einem Regenschauer zerstört.
Reiser forscht weiter, wird jedoch von ihrer eigenen Mutter ausgebremst. Sie ist als Regierungsdirektorin aktiv und gehört zu einer Gruppe hochrangiger Beamten, die kein Interesse daran haben, dass ein lange geschlossener Deal mit dem Richter platzt. Alle waren im Handel mit der DDR schuldig geworden; damit der Richter schweigt, wurde ihm eine ruhige Rentenzeit bei Nürnberg versprochen.
Obwohl über den Fall Dr. Schwager eine Nachrichtensperre verhängt wurde, erscheint kurz darauf ein Artikel zu dem Fall, in dem auch das Krankenhaus, in dem Dr. Schwager behandelt wird, genannt wird. Reiser und Angstflug ahnen, dass die Todesposaune von Marseille demnächst auf das Krankenhaus gerichtet werden wird und fahren hin. Das Gelände wurde bereits von schweren Polizeifahrzeugen abgesichert. Auch Reiser und Angstflug wird der Zutritt verwehrt, doch gelangt Reiser über ihre Kontakte dennoch in die Sicherheitszone. Hier wird Dr. Schwager gerade über den Notausgang abtransportiert, wobei auch Reisers Mutter vor Ort ist. Es soll so verhindert werden, dass Dr. Schwager redet. Reiser kann nichts unternehmen. Unweit des Geländes kommt es kurz darauf zu einer Explosion und Angstflug schlussfolgert aus den Trümmerteilen, dass es sich dabei um die nun zerstörte Todesposaune von Marseille gehandelt hat.
Reiser kehrt nach Hause zurück. Hier findet nach einem anonymen Tipp gerade eine Razzia statt, nimmt die bei Reiser wohnende Jola doch Rauschgift. Der Stoff wird nicht gefunden. Zu Reisers Freude will Jola clean werden und bittet sie um ihre Unterstützung auf dem Weg.

## Produktion
Gespenster wurde im März und April 1994 unter dem Arbeitstitel Lange Schatten in Nürnberg (u. a. Nürnberger Schlachthof an der Wolgemutstraße), Fürth und Gräfenberg gedreht. Die Kostüme des Films schuf Maria Dimler, die Filmbauten stammen von Christian Kettler. Der Film erlebte am 11. September 1994 im Ersten seine Fernsehpremiere. Die Zuschauerbeteiligung lag bei 15,9 Prozent.
Es war die 162. Folge der Filmreihe Polizeiruf 110. Antonia Reiser ermittelte in ihrem einzigen Fall. Gespenster war der erste Polizeiruf, den der BR, und damit erstmals eine Anstalt, die nicht Nachfolger des Deutschen Fernsehfunks war,  produzierte. Zwar hatte der damalige Fernsehdirektor des BR, Wolf Feller, im Juni 1994 bereits Gelder für zwei weitere BR-Polizeirufe im Jahr 1995 in Aussicht gestellt, doch kündigte er im November 1994 den Ausstieg des BR aus der Reihe an, da der Fokus stärker auf den Tatort und die Serie Ärzte gelegt werden sollte. Ein Grund für den Ausstieg soll die öffentliche Reaktion auf Gespenster gewesen sein: Auf der Sitzung der ARD-Fernsehspielchefs Ende September 1994 hatte der Fernsehspielchef des MDR die Machart von BR- und SDR-Polizeirufen beklagt und auf „zahlreiche negative Zuschriften der Zuschauer über Unwahrscheinlichkeiten und Polizeiruf-unübliche Gewaltdarstellungen“ verwiesen. Offiziell begründete der BR den Ausstieg aus der Reihe unter anderem damit, dass „der MDR [im Gegensatz zum BR] im Osten angesiedelt sei und deshalb für die Fortführung dieser Reihe in besonderer Weise geeignet sei.“ Erst 1997 kehrte der BR mit neuem Ermittlerteam und der Folge Im Netz der Spinne zum Polizeiruf zurück.

## Kritik
Die Nürnberger Nachrichten lobten, dass der BR „weder Kosten noch Mühen gescheut [hat], ein großes, anderthalb Stunden langes Fernsehspiel auf die Beine zu stellen“. Die Figur der Antonia Reiser sei jedoch vor allem zickig, der Krimi komme nicht „auf Touren“ und präsentiere mit der Todesposaune von Marseille eine Erfindung, die es nie gegeben habe. Zentrale Abläufe, wie den Grund für die Bedrohung des Richters, erfahre der Zuschauer „auf weit verzweigten Umwegen“, Motivationshintergründe von Reisers Mutter blieben gänzlich im Dunkeln. Gespenster sei voller „Militaria-Schwelgerei“ und habe wagnerianischen Touch.
Die Süddeutsche Zeitung nannte die Handlung des Films „Wirrwarr, Chaos“, so vermische er Vergangenheitsbewältigung, Kriminalhandlung, Komödienelemene und könne auch als „Mutter-Tochter-Melodram mit Psycho-Akzenten“ angesehen werden. Dank Leslie Malton, die ihre vielfältig charakterisierbare Antonia Reiser jedoch souverän spielte, „entstand dann doch noch ein Film, der fesselte, der Witz und Tempo besaß“. Auch Peter Hoff lobte das engagierte Spiel Leslie Maltons, kritisierte jedoch die klischeelastige Sicht auf die ehemalige DDR und den Umstand, dass die Handlung „zu keinem so recht befriedigendem Schluß gebracht wurde“.